# Southamptoneiland
Southampton (Inuktitut: Salliq, Engels: Southampton Island) is een Canadees eiland, gelegen in het noorden van de Hudsonbaai en het zuidwesten van het Foxebekken. Bestuurlijk gezien behoort het tot de regio Kivalliq, Nunavut.
Het eiland heeft een oppervlakte van 41.214 km² en is daarmee qua oppervlakte het 34ste eiland ter wereld en het 9e van Canada. Op het eiland is maar één nederzetting, Coral Harbour met 834 inwoners (2011) verdeeld over ruim 200 huizen. Ongeveer 90% van de inwoners is Inuit. De rest van het eiland is onbewoond. De gemiddelde leeftijd is 22 jaar, het gemiddelde voor Canada is 40. In de taal van de Inuit heet de plaats Salliq.
Het eiland is een van de weinige gebieden van Canada en het enige in het hele Nunavut Territorium waar men geen zomer- en wintertijd toepast.

## Geschiedenis
Het eerste opgetekende bezoek aan het eiland door Europeanen vond plaats in 1613 door Thomas Button, een ontdekkingsreiziger uit Wales.
Tot ongeveer de 16e eeuw werd Southamptoneiland, net als gebieden op het vasteland langs de Hudsonbaai en andere streken in Noord-Canada, bewoond door vertegenwoordigers van de Dorsetcultuur. Daarna werd hun plaats geleidelijk ingenomen door de Thule die zich vanuit Alaska in oostelijke richting hadden verspreid. Zij waren de voorlopers van de Eskimo's of Inuit.
Southamptoneiland is bekend om zijn nu uitgestorven vroegere inwoners, de Sallirmiut. Omstreeks 1900 waren er van hen nog geen 100 overgebleven in de omgeving van Coral Harbour. Zij werden door sommige antropologen voor de laatste vertegenwoordigers van de Dorsetcultuur gehouden die daar nog tot die tijd zouden hebben overleefd. Archeologisch onderzoek in de jaren 30 van de 20e eeuw gaf daarvoor echter geen bewijs. De gebruiksvoorwerpen van deze bewoners kwamen overeen met die van de Thulecultuur, niet met de Dorset. In 1902 raakten de Sallirmiut etnisch en cultureel uitgestorven toen zij wegens door Europeanen meegebrachte infectieziekten binnen enkele weken stierven.
In de eerste decennia van de 20e eeuw raakte het eiland weer bewoond, eerst door Inuit vanuit Repulse Bay en Chesterfield Inlet, daarna kwamen er Inuit van Baffineiland. Initiator van deze herbevolking was George Comer, walvisvaarder, ontdekkingsreiziger en volkenkundige. John Ell, die als kind vaak met zijn moeder op een schip van Comer meevoer werd later een van de bekendste nieuwe bewoners van Southamptoneiland. De archeologische vindplaats van de Sallirmiut aan de monding van Native Bay is de grootste van het eiland.

## Geologie
Op het noordoostelijk deel van het eiland komt de rotsbodem van het Canadees Schild aan de oppervlakte. Deze is van precambrische oorsprong, het dagzomen ervan werd veroorzaakt door de schurende werking van gletsjers in de ijstijden. Geologisch onderzoek in de jaren rond 2010 gaven aanwijzingen voor mogelijk winbare reserves aardolie of schalie-olie. 

De bodem van de Hudsonbaai en een ruim gebied eromheen komt nog steeds omhoog, op Southamptoneiland met enkele millimeters per jaar. Aan de westkant van de baai is de stijging het sterkst met 17 mm per jaar. Oorzaak is het verdwijnen van de druk van de ijskap na de laatste ijstijd waardoor de bodem terugveert.

## Geografie

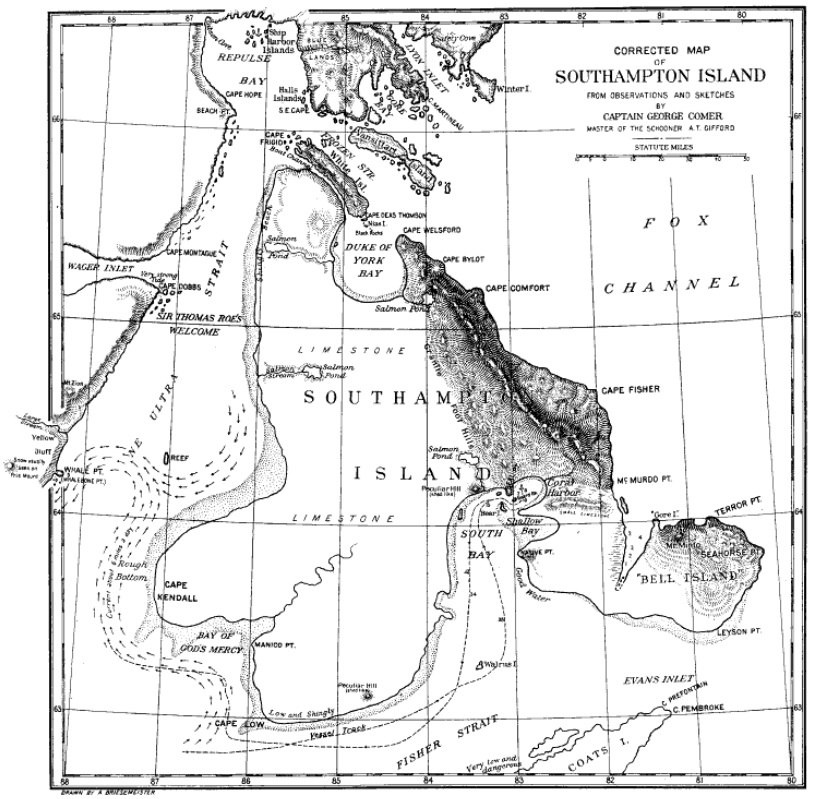
George Comer, 1910 map of Southampton

Southamptoneiland wordt van het Canadese vasteland en het eiland Qikiqtaaluk gescheiden door de Straat Comer in het noorden, een eerbetoon aan kapitein Comer. Tussen Qikiqtaaluk en het Canadese vasteland ligt Frozen Strait. Ten oosten van het eiland ligt de zeestraat Foxe Channel die het eiland scheidt van Baffineiland. Ten noorden ligt Repulse Bay en ten westen de Roes Welcome Sound. Aan de zuidkant ligt de Hudsonbaai welke ongeveer van december tot en met mei bevroren is. Ten noorden van Southamptoneiland liggen de eilanden Qikiqtaaluk en Nagjuttuuq.
Het noordoostelijk deel van het eiland is heuvelachtig, Mathiasen Mountain is de hoogste top met een hoogte van 548 meter. De zuidwestkant is tamelijk vlak.
Volgens de indeling van Köppen heerst er een toendraklimaat met zeer koude winters en gematigde zomers. In januari en februari ligt het dagelijks maximum rond -24°C en het minimum rond -32°C. In juli is het gemiddelde maximum 17°C en het minimum 6°C waarbij op 7 à 8 dagen de temperatuur boven 20° uitkomt. De jaarlijkse neerslaghoeveelheid is ruim 300 mm (Nederland rond 750 mm) met als natste maand augustus (52 mm). In december t/m februari is het droog met 6 tot 10 mm per maand uitsluitend in de vorm van sneeuw. De windrichting heeft een sterke voorkeur voor noordwest tot noordelijk.

## Fauna
De East Bay Migratory en Harry Gibbons Migratory vogelreservaten zijn belangrijke broedlocaties voor de  sneeuwgans (Anser caerulescens) en de kleine sneeuwgans (Anser rossii). East Bay en Native Bay zijn  belangrijke vogelgebieden.
De belangrijkste op southamptoneiland en omringende wateren voorkomende zoogdieren zijn:
- poolvos  (Vulpes lagopus)
- ijsbeer  (Ursus maritimus)
- walrus   (Odobenus rosmarus)
- baardrob (Erignathus barbatus)
- poolhaas (Lepus arcticus)

## Afbeeldingen

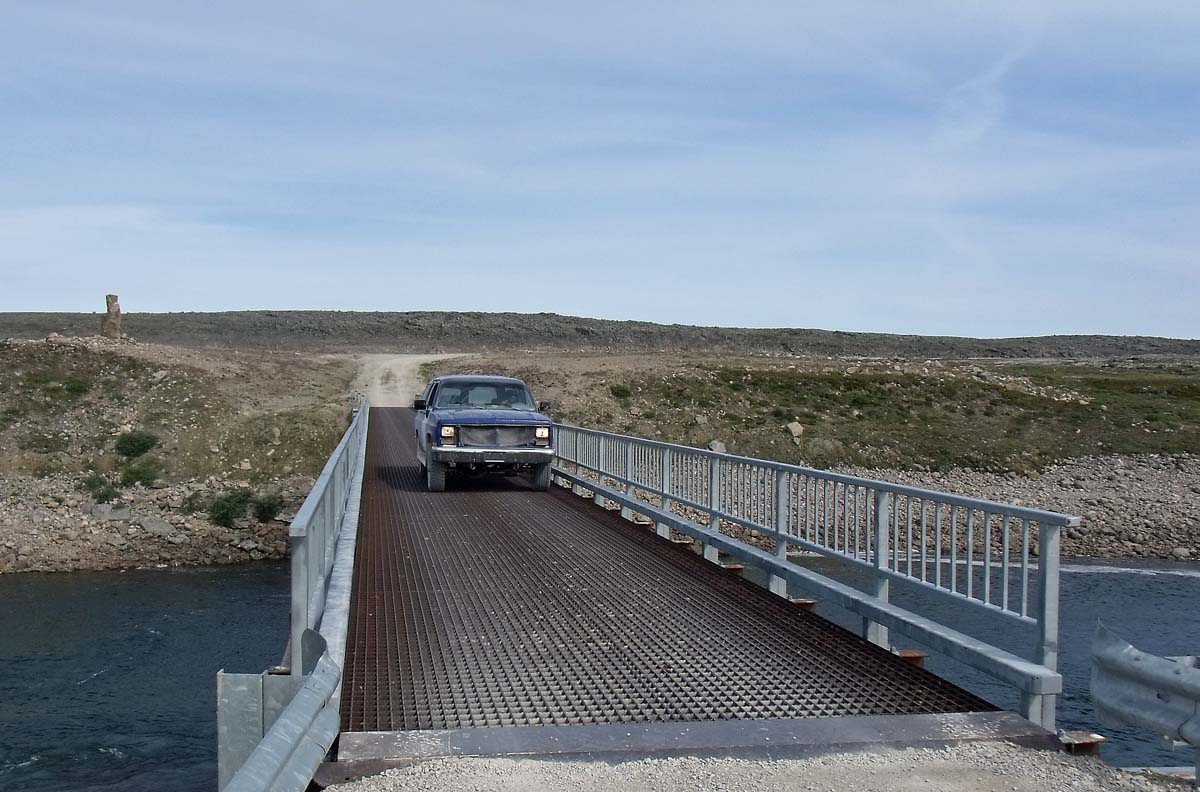
Brug 15 km oost van Coral Harbour
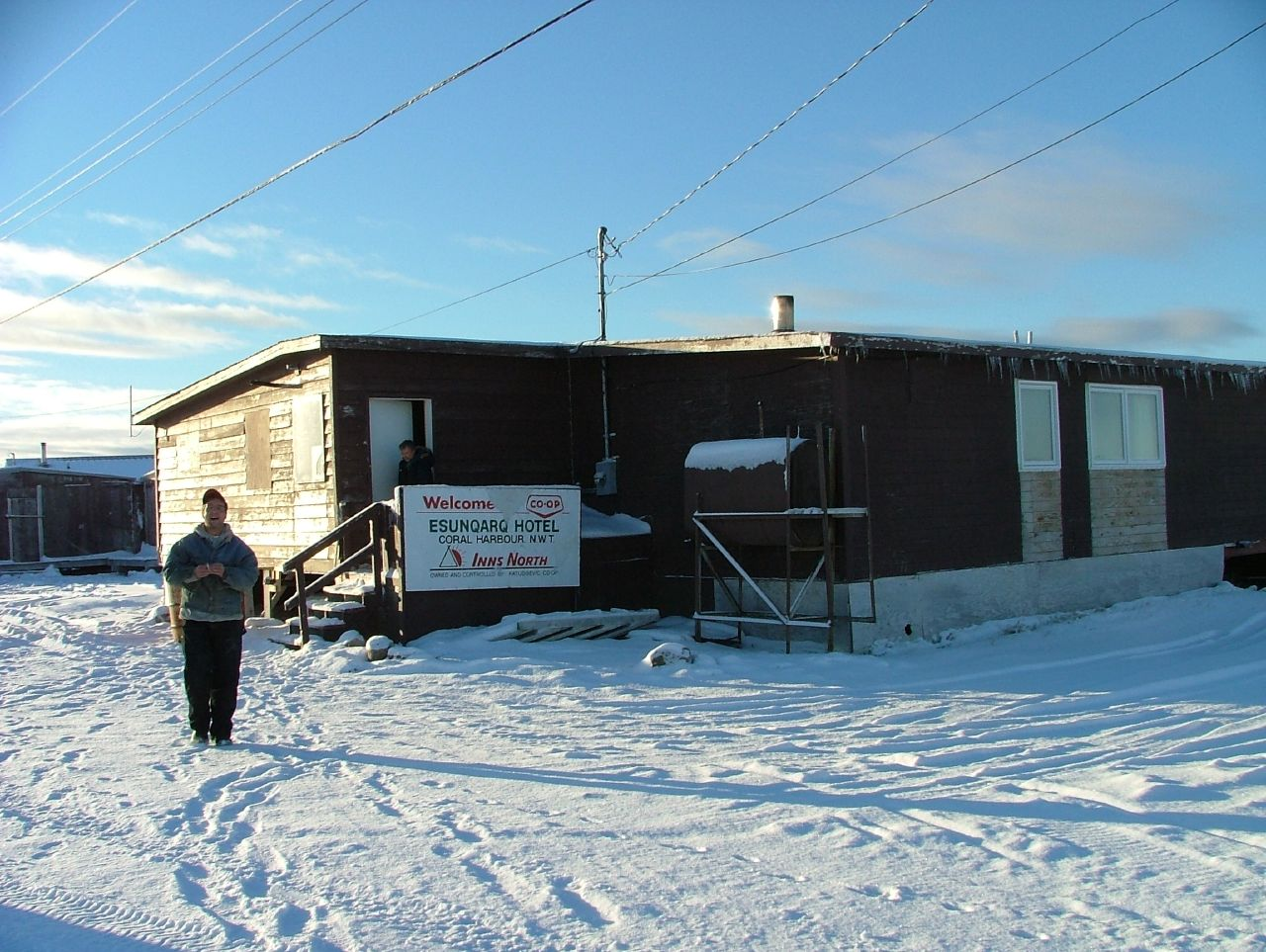
Hotel
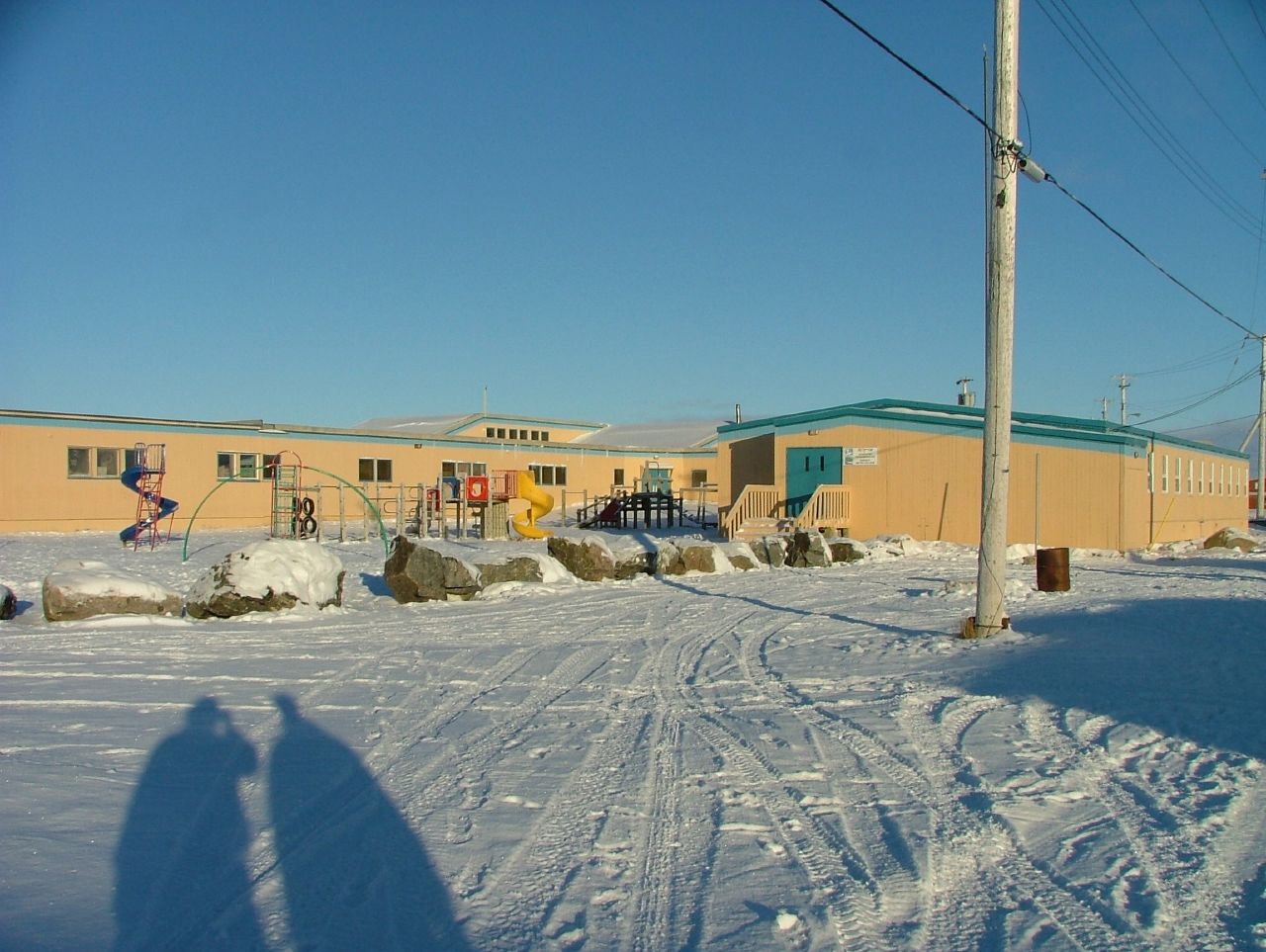
School
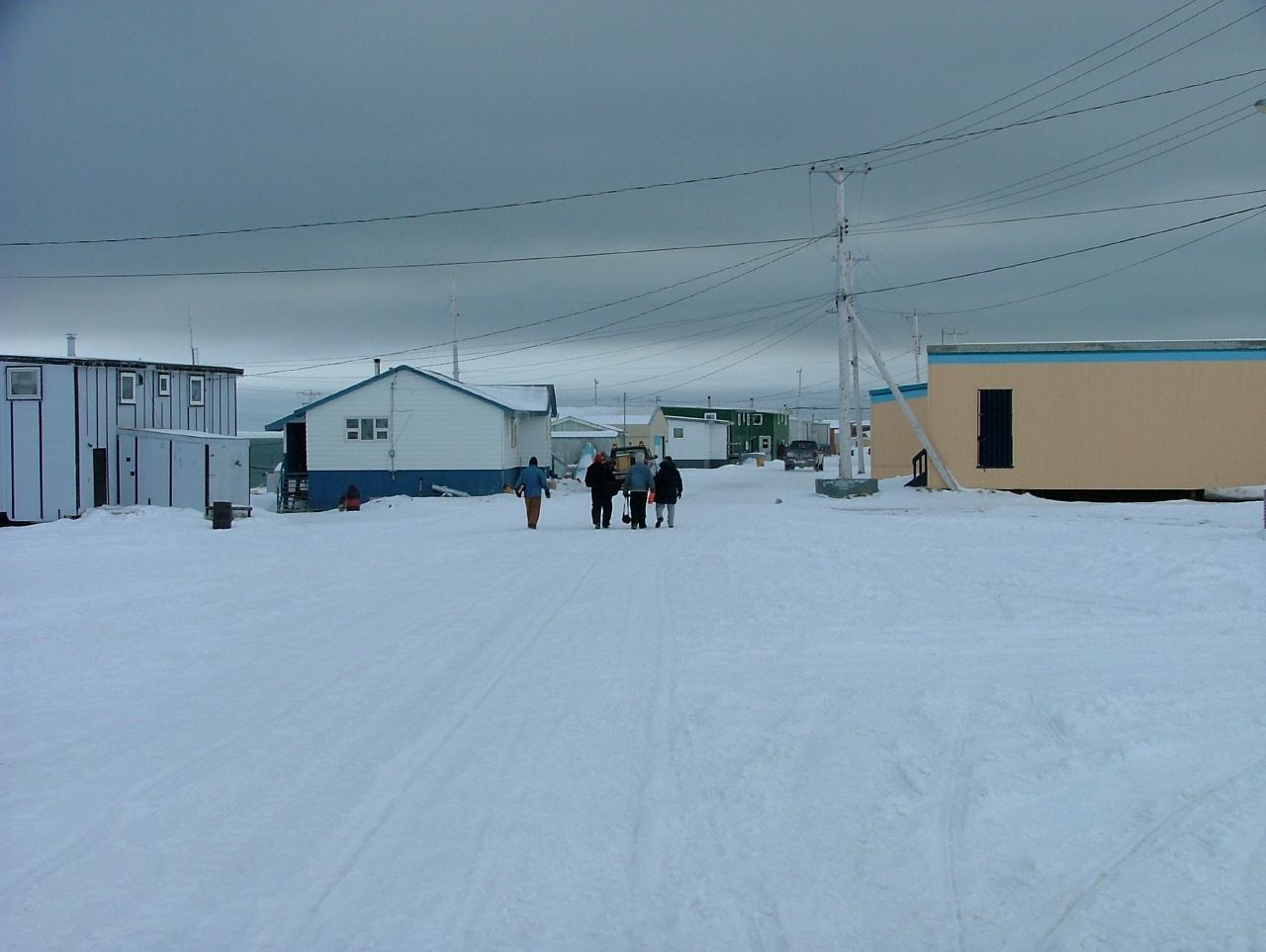
Straat